# Heléne Yorke
Heléne Ann Dyke (Vancouver, Columbia Británica; 27 de febrero de 1985), más conocida como Heléne Yorke, es una actriz y cantante canadiense.
Yorke es conocida por su trabajo en televisión. Interpreta el papel de Brooke Dubek en la serie de HBO Max, The Other Two. También ha interpretado el papel de Jane Martin en la serie Masters of Sex, Olivia Graves en Graves y de Amy Breslin en The Good Fight.
Además, es conocida por su trabajo en Broadway, sobre todo por los papeles de Olive Neal en Bullets Over Broadway y de Evelyn Williams en American Psycho, además de por crear el tour G(a)linda in the Munchkinland de Wicked.

## Primeros años
Yorke nació en Vancouver, Columbia Británica, y se mudó a Estados Unidos en su primer año de vida. Yorke creció en Pacific Palisades, California. Comenzó a practicar ballet cuando tenía tres años y tomó sus primeras clases de actuación en secundaria. Yorke se graduó con un bachiller en Bellas Artes de la Universidad de Míchigan.

## Carrera
Yorke trabajó en varias producciones de Broadway, incluyendo Bullets Over Broadway, American Psycho y Grease. También hizo de Glinda en Wicked durante el tour.
En 2013, Yorke se unió al reparto de Masters of Sex en el papel de Jane Martin.
En la actualidad protagoniza la serie The Other Two en el papel de Brooke Dubek, la cual fue renovada para una tercera temporada en septiembre de 2021.

## Vida personal
Se casó con Bary Dunn el 3 de septiembre de 2021, en Brooklyn, Nueva York. El 22 de enero de 2022, Yorke anunció su embarazo en Instagram. El 12 de junio de 2022 nació su hijo. En febrero de 2024 anunció su segundo embarazo.

## Filmografía

### Películas
| Año  | Título           | Papwl       | Notas        |
| ---- | ---------------- | ----------- | ------------ |
| 2012 | All Wifed Out    | Steph       |              |
| 2014 | Are You Joking?  | Mona Burack |              |
| 2015 | The Night Before | Cindy       |              |
| 2017 | SuperMarket      | Eve         | Cortometraje |

### Televisión
| Año       | Título                    | Papel                                 | Notas                               |
| --------- | ------------------------- | ------------------------------------- | ----------------------------------- |
| 2010      | Louie                     | Chica sexy                            | Episodio: "Night Out"               |
| 2012      | A Gifted Man              | Ella Halloran                         | Episodio: "In Case of Blind Spots"  |
| 2012      | 30 Rock                   | Jessica                               | Episodio: "Standards and Practices" |
| 2012      | I Just Want My Pants Back | Kate                                  | Episodio: "Quid No Quo"             |
| 2013      | High Maintenance          | Lainey                                | Episodio: "Olivia"                  |
| 2013–2015 | Masters of Sex            | Jane Martin                           | 16 episodios                        |
| 2014      | Robot Chicken             | Jem / Cheetara / Marilyn Monroe (voz) | Episodio: "Up, Up, and Buffet"      |
| 2014      | BoJack Horseman           | Voces adicionales                     | 2 episodios                         |
| 2014      | American Dad!             | Mary Smith (voz)                      | 2 episodios                         |
| 2014–2017 | Family Guy                | Varias voces                          | 6 episodios                         |
| 2015      | Person of Interest        | Lauren Buchanan                       | Episodio: "Q & A"                   |
| 2016      | Quantico                  | Leigh Davis                           | 4 episodios                         |
| 2016–2020 | High Maintenance          | Lainey                                | 2 episodios                         |
| 2016–2017 | Graves                    | Olivia Graves                         | Papel protagonista; 20 episodios    |
| 2017–2018 | The Good Fight            | Amy Breslin                           | Recurrente; 7 episodios             |
| 2019–2023 | The Other Two             | Brooke Dubek                          | Papel protagonista                  |
| 2019      | Elementary                | Holly Meers                           | Episodio: "Red Light, Green Light"  |
| 2020      | Future Man                | Randall                               | 2 episodios                         |
| 2020      | Katy Keene                | Amanda                                | 10 episodios                        |
| 2021      | Ziwe                      | Leah                                  | Episodio: "Whitewashing"            |

## Teatro
| Año(s)  | Producción                                     | Papel                        | Localización              | Categoría               |
| ------- | ---------------------------------------------- | ---------------------------- | ------------------------- | ----------------------- |
| 2007    | Walmartopia                                    | Hooters Girl / Daphne        | Minetta Lane Theatre      | Off-Broadway            |
| 2008    | What's That Smell: The Music of Jacob Sterling | Ensemble                     | Atlantic Theater Company  | Off-Broadway            |
| 2008    | High School Musical                            | Sharpay Evans (reemplazo)    |                           | United States Tour      |
| 2008–09 | Grease                                         | Marty Maraschino (reemplazo) | Brooks Atkinson Theatre   | Broadway                |
| 2009–10 | Wicked                                         | Glinda                       |                           | Second National Tour    |
| 2014    | Bullets Over Broadway                          | Olive Neal                   | St. James Theatre         | Broadway                |
| 2016    | American Psycho                                | Evelyn Williams              | Gerald Schoenfeld Theatre | Broadway                |
| 2016    | Kiss Me, Kate                                  | Lois Lane/Bianca             | Studio 54                 | Benefit Concert Reading |
| 2018    | Grand Hotel                                    | Flaemmchen                   | City Center               | Encores! Revival        |